# English Toy Terrier
Der English Toy Terrier ist eine von der FCI anerkannte britische Hunderasse (FCI-Gruppe 3, Sektion 4, Standard Nr. 13).

## Beschreibung
Der English Toy Terrier ist sehr klein und leicht, von seinem Wesen her aber ein echter Terrier, wachsam und selbstbewusst. Sein Haarkleid ist dick, kurz, dicht anliegend, glänzend in schwarz und lohfarben; das Schwarz ebenholzfarben, das Loh in etwa kastanienrot. Der Kopf ist lang und keilförmig, der Stop nur leicht ausgeprägt. Die Form der Ohren ähnelt einer Kerzenflamme, spitz zulaufend, hoch am hinteren Teil des Schädels angesetzt und aufrecht.

## Geschichte
Die Rasse wurde 1862 vom Manchester Terrier abgespalten, indem man dessen leichteste Gewichtsklasse zur eigenen Rasse entwickelte, und ist damit vermutlich die älteste englische Zwerghundrasse überhaupt. Der Toy Terrier war klein genug, in der Manteltasche getragen zu werden. Man ließ die kräftigen und blitzschnell zupackenden Hunde zum Vergnügen in provisorischen Arenen um die Wette Ratten töten. Später wurde er zum Damenhund, kam aber bald wieder aus der Mode.
In Deutschland wurden 1977 erstmals English Toy Terrier gezüchtet, doch die Zucht kam 1984 bereits wieder zum Stillstand und lebte Anfang der 90er-Jahre langsam wieder auf.

## Registrierung
Beim AKC oder CKC registrierte Manchester Toy Terrier können bei den Mitgliedern der FCI als English Toy Terrier eingetragen werden.